# Nauplion

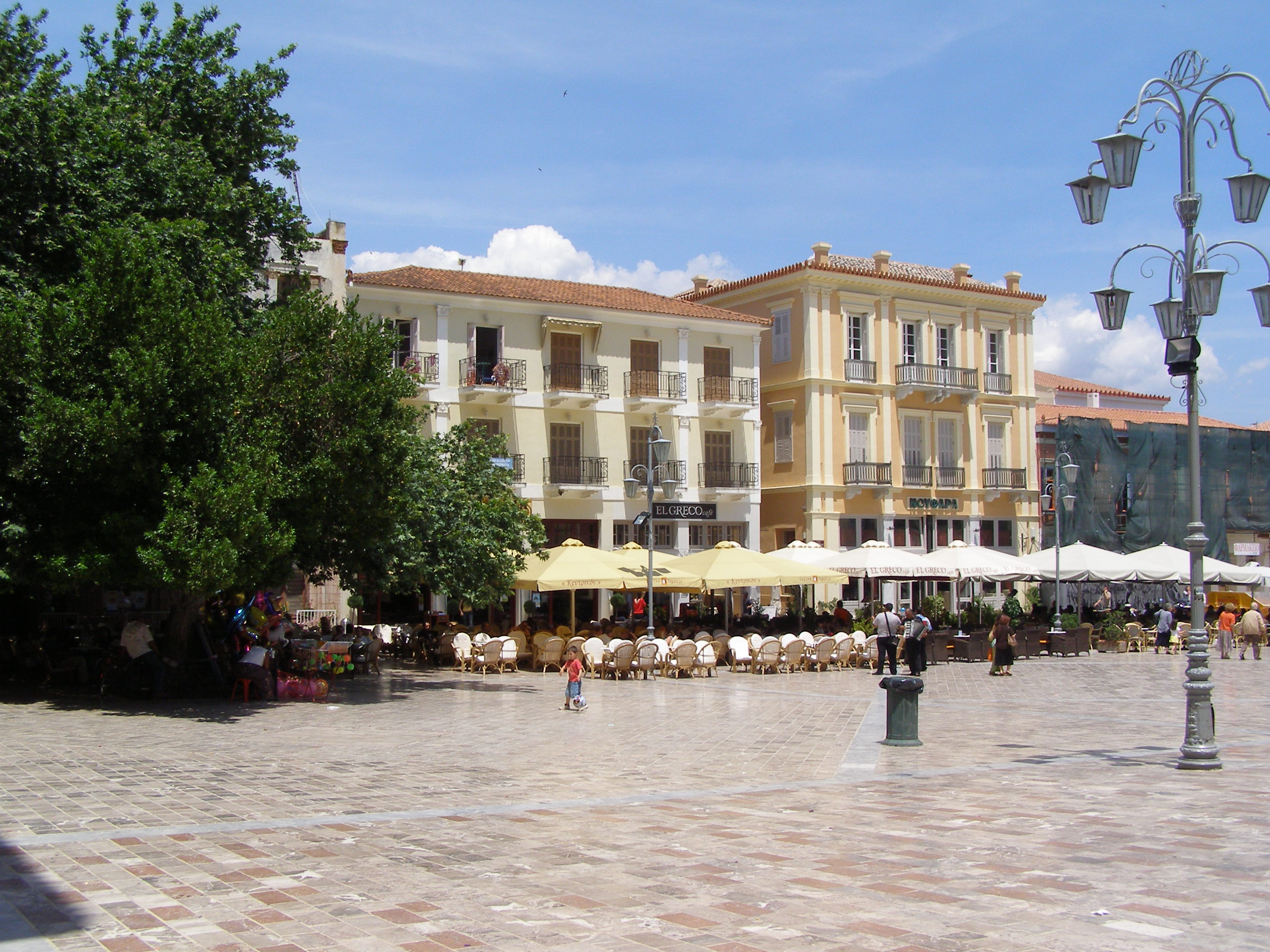
Náměstí

Nauplion, též Nafplio nebo Navplio (řecky: Ναύπλιο, Návplio) je řecké město na Peloponésu ležící 12 km jihovýchodně od Argu v Argolském zálivu. Je součástí regionální jednotky Argolis. Je nejdůležitějším přístavem na východě Peloponésu. Ve středověku mělo toto město strategický význam, postupně ho ovládaly křižácké státy Panství Argu a Nauplia a Athénské vévodství, poté Benátská republika a nakonec Osmanská říše. V prvních letech (1829 až 1834) po osamostatnění Řecka bylo jeho hlavním městem, Athény v té době byly malým méně významným městem. Dle sčítání v roce 2011 mělo Nafplio 14203 obyvatel.

## Památky
Ve městě se nacházejí tři pevnosti: Palamidi, Akronafplia a pevnůstka na ostrůvku Burdzi.